# Vodafone 804SH
Vodafone 804SH（ボーダフォン804SH）はシャープが開発し、ボーダフォン日本法人（現ソフトバンクモバイル）が販売するW-CDMA通信方式のVodafone 3G（現SoftBank 3G）サービスを利用可能な携帯電話端末である。端末発売日は2006年01月17日。

## スペック

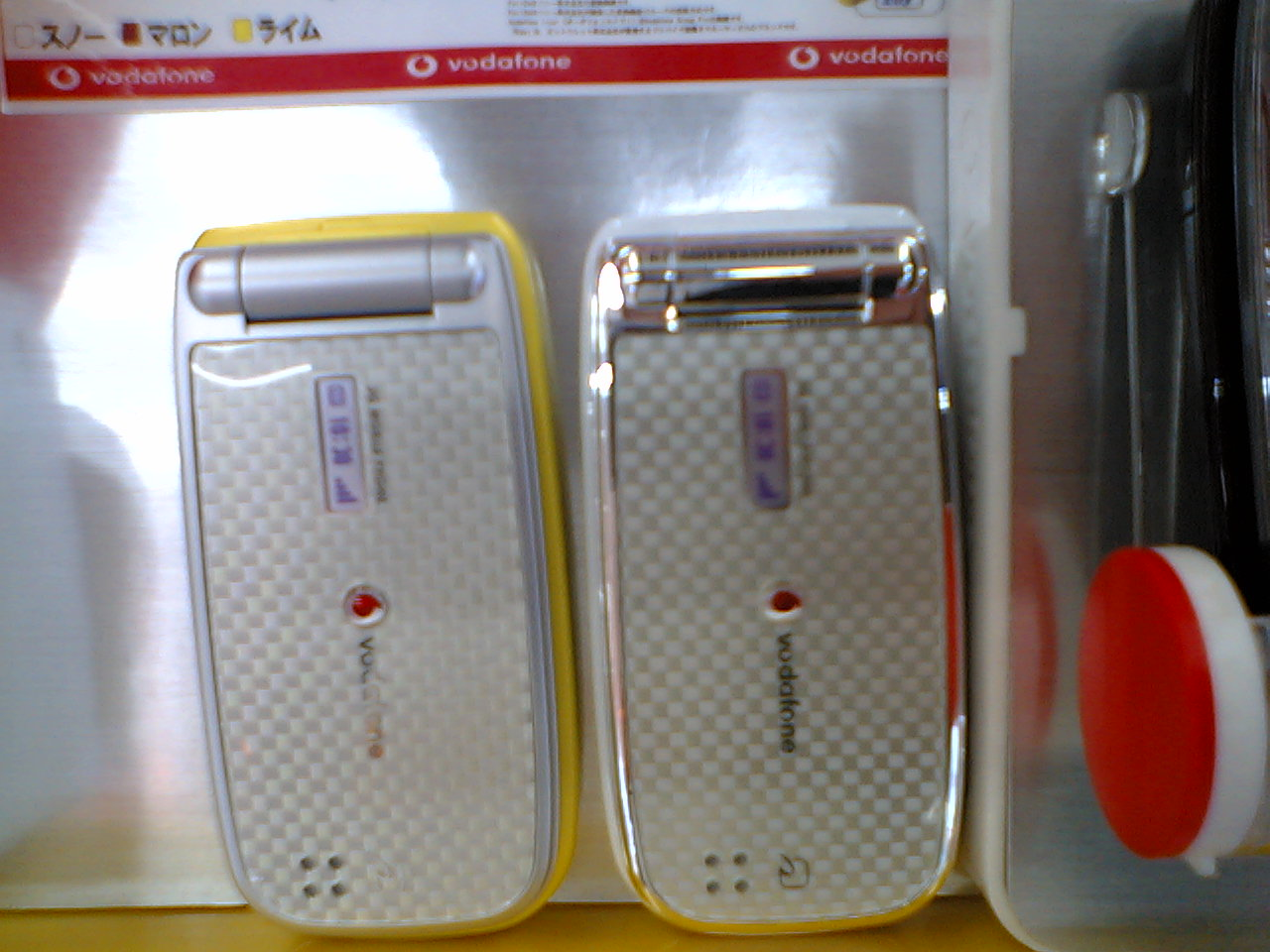
Vodafone 804SH

- 通信方式：W-CDMA/GSM（900/1800/1900MHz）
- サイズ：（幅×高さ×奥行き） 約52×約102×約24mm
- 質量：約120g（電池パック装着時）
- 連続通話時間：W-CDMA網：約150分／GSM網：約240分
- 連続待受時間：W-CDMA網：約370時間／GSM網：約370時間
- 連続音楽再生時間：約10時間
- TVコール連続利用時間：約90分
- 充電時間：約140分（急速充電器／シガーライター充電器使用）

## 対応サービス
| 主な対応サービス   | 主な対応サービス | 主な対応サービス | 主な対応サービス     |
| ------------------ | ---------------- | ---------------- | -------------------- |
| サークルトーク     | ホットステータス | Yahoo!mocoa      | S!ループ             |
| S!タウン           | ライブモニター   | S!CAST           | S!FeliCa             |
| S!ケータイ動画     | PCサイトブラウザ | 電子コミック     | S!アプリ(メガアプリ) |
| 着うたフル／着うた | アレンジメール   | S!アドレスブック | 3Gお天気アイコン     |
| レコメール         | TVコール         | 国際ローミング   | S!GPSナビ            |

## 特徴
Vodafone 3G（現SoftBank 3G）初のカスタモ対応機。Vodafone live! FeliCa（現S!FeliCa）対応。付属品や本体の音楽再生機能が充実していることも特徴である。

## カラーバリエーション
- マロン
- ライム
- スノー

## 付属品一覧
- 電池パック
- 急速充電器　(卓上式ではなく、直結)
- マイク付液晶オーディオリモコン&イヤホン (白)
- ユーティリティーソフトウェア (試供品)
- USBケーブル (黒)(試供品)